# شيرين أوسدين
شيرين أوسدين (1962-) هي عضو مؤسس في معهد سول سيتي للإتصالات الصحية والتنموية لجنوب إفريقيا، أو ما يعرف اليوم بمعهد سول سيتي للعدالة الاجتماعية. ولدت في ديربان، في 8 أبريل 1962. وتخرجت كطبيبة من جامعة ويتواترسراند (جوهانسبرغ) في عام 1985. وفي عام 1995 حصلت على درجة الماجستير في الصحة العامة من جامعة هارفارد. وهي ناشطة في مجالات الصحة والحقوق الجنسية والإنجابية، والعنف ضد المرأة، وحقوق الإنسان.

## أعمالها المنشورة
ساهمت في العديد من الكتب وكتبت أيضًا العديد من الأوراق والمقالات الصحفية. قامت بتأليف كتاب "No Nonsense Guide to HIV/AIDS"، وكتاب "(Verso Press/New Internationalist) No Nonsense Guide to HIV/AIDS".